# Hravitacyja
Hravitacyja (pol. Grawitacja) – piąty solowy album studyjny białoruskiego muzyka Lawona Wolskiego, wydany 7 lutego 2019 roku i zaprezentowany w mińskiej Prime Hall 2 marca tego roku. Płyta, będąca ostatnią częścią trylogii tworzonej wraz z albumami Hramadaznaŭstva i Psychasamatyka, została nagrana w wileńskim studiu Ymir Audio, a jej producentem był Norweg Snorre Bergerud. Wydanie Hravitacyi zostało sfinansowane poprzez akcję crowdfundingową. Album zawiera dwanaście utworów, wśród których znalazła się jedna piosenka w języku rosyjskim. Według Wolskiego, koncepcją płyty jest ukazanie życia człowieka od narodzin do śmierci.

## Lista utworów
| Nr  | Tytuł utworu                              | Oryginalna pisownia tytułu | Długość |
| --- | ----------------------------------------- | -------------------------- | ------- |
| 1.  | „Adsiul pačynajecca śviet”                |                            | 2:18    |
| 2.  | „Aperacyja „Adukacyja””                   |                            | 1:59    |
| 3.  | „Niama za kim iści”                       |                            | 2:34    |
| 4.  | „Vojska”                                  |                            | 2:18    |
| 5.  | „Lepšyja na śviecie (Horšyja na śviecie)” |                            | 2:49    |
| 6.  | „Russkaja piesnia”                        | «Русская песня»            | 2:45    |
| 7.  | „Zima”                                    |                            | 3:11    |
| 8.  | „Tyja, chto”                              |                            | 2:02    |
| 9.  | „Źnikłyja ludzi”                          |                            | 2:31    |
| 10. | „Chaj”                                    |                            | 2:14    |
| 11. | „Čovien”                                  |                            | 3:40    |
| 12. | „Hod za hodam”                            |                            | 1:58    |
|     |                                           |                            | 30:19   |

## Twórcy
- Lawon Wolski – wokal, autor muzyki i tekstów
- Snorre Bergerud – gitary, produkcja
- Sindre Skeie – perkusja
- Jaime Gomez Arrellano – mastering
- Juste Urbonaviciute – design[7]